# Alois Klughammer
Alois Klughammer (* 16. April 1913 in Augsburg; † 26. Juli 1973 ebenda) war ein deutscher Politiker (CSU). Er war von 1957 bis 1970 Abgeordneter des Bayerischen Landtages.

## Leben
Der Sohn eines Werkmeisters arbeitete nach dem Besuch einer Augsburger Oberrealschule zunächst in der Industrie. Es folgte der Besuch der Heeresfeuerwerker-Schule in der Gardeschützenkaserne in Berlin-Lichterfelde und die Teilnahme am Zweiten Weltkrieg, zuletzt als Hauptmann. 1945 kehrte er aus US-amerikanischer Kriegsgefangenschaft zurück.
Klughammer zählte 1945/46 zu den Gründern der CSU Augsburg und Schwaben. Er übernahm die Geschäftsführung der CSU-Bezirksverbände Augsburg und Schwaben, war von 1950 bis 1953 Vorsitzender der Jungen Union in Schwaben und wurde 1953 ehrenamtlich Landesgeschäftsführer der Kommunalpolitischen Vereinigung der CSU. Ab 1953 war er Mitglied des Landesvorstandes und von 1955 bis 1963 Mitglied des geschäftsführenden Landesvorstandes der CSU. Von Februar 1958 bis Juni 1967 war er Landesgeschäftsführer der CSU und in diesem Zeitraum auch stellvertretender Generalsekretär der Partei. Von 1967 bis 1973 fungierte er als Geschäftsführer der parteinahen Hanns-Seidel-Stiftung.
Klughammer war von 1952 bis 1959 Mitglied des Augsburger Stadtrates und bis 1959 Mitglied im Hauptausschuss des Bayerischen Städteverbandes. Für den Stimmkreis Schwaben gehörte er dem Bayerischen Landtag vom 30. September 1957, als er für den verstorbenen Abgeordneten Alois Schlögl nachrückte, bis 1970 an. Im Parlament war er von 1957 bis 1962 Mitglied des Ausschusses für Angelegenheiten der Heimatvertriebenen und Kriegsfolgegeschädigten, von 1957 bis 1958 sowie von 1966 bis 1970 des Ausschusses für Geschäftsordnung und Wahlprüfung und von 1966 bis 1970 des Ausschusses für Verfassungs-, Rechts- und Kommunalfragen.

## Ehrungen und Auszeichnungen
- 1959: Ehrenring der Stadt Augsburg[1]
- 1966: Bayerischer Verdienstorden[1]
- 1973: Bundesverdienstkreuz 1. Klasse
- Goldene Ehrennadel des Bayerischen Leichtathletikverbandes[1]